# Deep Cuts (The Knife album)
Deep Cuts er andet album fra den svenske electropop-duo The Knife. Albummet blev frigivet i norden i 2003 på pladeselskabet Rabid Records. En udvidet udgave af albummet er tilgængelig, som indeholder 3 ekstra numre og en DVD med musikvideoer. José González har lavet en coverudgave af sangen "Heartbeats" på sit album Veneer. Denne coverudgave har nydt stor succes gennem en Sony reklame for deres BRAVIA tv.

## Numre
1. "Heartbeats"
2. "Girls' Night Out"
3. "Pass This On"
4. "One For You"
5. "The Cop"
6. "Listen Now"
7. "She's Having a Baby"
8. "You Take My Breath Away"
9. "Rock Classics"
10. "Is It Medicine?"
11. "You Make Me Like Charity"
12. "Got 2 Let U"
13. "Behind the Bushes"
14. "Hangin' Out"